# Giorgio Cittadini
Giorgio Cittadini (Gardone Val Trompia, 18 aprile 2002) è un calciatore italiano, difensore dell'Atalanta U23.

## Carriera

### Club
Cresciuto nel settore giovanile dell'Atalanta, esordisce in prima squadra e in Serie A il 9 gennaio 2022, a 19 anni, giocando i minuti finali nella partita vinta per 6 a 2 contro l'Udinese. Successivamente fa anche il suo esordio nelle competizioni UEFA per club, giocando il finale della partita di Europa League vinta per 3-0 sul campo dei greci dell'Olympiacos.
La stagione seguente viene mandato in prestito al Modena, in Serie B, dove totalizza 18 presenze in campionato e 2 in Coppa Italia.
Il 4 luglio 2023 viene ceduto in prestito al Monza in Serie A. Scende in campo per la prima e unica volta con la maglia del club brianzolo il 29 dicembre 2023, subentrando al 76° della partita terminata 0-0 contro il Napoli. Il 26 gennaio 2024 il prestito viene interrotto e contestualmente il giocatore viene ceduto in prestito al Genoa, sempre in massima serie, categoria in cui con i liguri gioca 5 partite.
Il 13 luglio 2024 viene ceduto in prestito al Frosinone, in Serie B; termina la stagione con complessive 5 presenze (4 in campionato ed una in Coppa Italia).

### Nazionale
Ha giocato nelle nazionali giovanili italiane Under-18 ed Under-20.
Il 22 settembre 2022 esordisce con la nazionale Under-21, nell'amichevole persa per 0-2 contro l'Inghilterra a Pescara. Nel 2023 viene convocato per l'Europeo Under-21, dove tuttavia non viene impiegato e nel quale gli Azzurrini vengono eliminati nella fase a gironi.

## Statistiche

### Presenze e reti nei club
Statistiche aggiornate al 12 agosto 2024.
| Stagione        | Squadra         | Campionato      | Campionato | Campionato | Coppe nazionali | Coppe nazionali | Coppe nazionali | Coppe continentali | Coppe continentali | Coppe continentali | Altre coppe | Altre coppe | Altre coppe | Totale | Totale |
| Stagione        | Squadra         | Comp            | Pres       | Reti       | Comp            | Pres            | Reti            | Comp               | Pres               | Reti               | Comp        | Pres        | Reti        | Pres   | Reti   |
| --------------- | --------------- | --------------- | ---------- | ---------- | --------------- | --------------- | --------------- | ------------------ | ------------------ | ------------------ | ----------- | ----------- | ----------- | ------ | ------ |
| 2021-2022       | Atalanta        | A               | 2          | 0          | CI              | 0               | 0               | UCL+UEL            | 0+1                | 0                  | -           | -           | -           | 3      | 0      |
| 2022-2023       | Modena          | B               | 18         | 0          | CI              | 2               | 0               | -                  | -                  | -                  | -           | -           | -           | 20     | 0      |
| 2023-gen. 2024  | Monza           | A               | 1          | 0          | CI              | 0               | 0               | -                  | -                  | -                  | -           | -           | -           | 1      | 0      |
| gen.-giu. 2024  | Genoa           | A               | 5          | 0          | CI              | -               | -               | -                  | -                  | -                  | -           | -           | -           | 5      | 0      |
| 2024-2025       | Frosinone       | B               | 4          | 0          | CI              | 1               | 0               | -                  | -                  | -                  | -           | -           | -           | 5      | 0      |
| Totale carriera | Totale carriera | Totale carriera | 30         | 0          | -               | 4               | 0               | -                  | 1                  | 0                  | -           | -           | -           | 34     | 0      |

### Cronologia presenze e reti in nazionale
| Cronologia completa delle presenze e delle reti in nazionale ― Italia under 21 | Cronologia completa delle presenze e delle reti in nazionale ― Italia under 21 | Cronologia completa delle presenze e delle reti in nazionale ― Italia under 21 | Cronologia completa delle presenze e delle reti in nazionale ― Italia under 21 | Cronologia completa delle presenze e delle reti in nazionale ― Italia under 21 | Cronologia completa delle presenze e delle reti in nazionale ― Italia under 21 | Cronologia completa delle presenze e delle reti in nazionale ― Italia under 21 | Cronologia completa delle presenze e delle reti in nazionale ― Italia under 21 |
| Data                                                                           | Città                                                                          | In casa                                                                        | Risultato                                                                      | Ospiti                                                                         | Competizione                                                                   | Reti                                                                           | Note                                                                           |
| ------------------------------------------------------------------------------ | ------------------------------------------------------------------------------ | ------------------------------------------------------------------------------ | ------------------------------------------------------------------------------ | ------------------------------------------------------------------------------ | ------------------------------------------------------------------------------ | ------------------------------------------------------------------------------ | ------------------------------------------------------------------------------ |
| 22-9-2022                                                                      | Pescara                                                                        | Italia under 21                                                                | 0 – 2                                                                          | Inghilterra under 21                                                           | Amichevole                                                                     | -                                                                              | 46’                                                                            |
| 19-11-2022                                                                     | Ancona                                                                         | Italia under 21                                                                | 2 – 4                                                                          | Germania under 21                                                              | Amichevole                                                                     | -                                                                              | 62’, 85’                                                                       |
| Totale                                                                         |                                                                                | Presenze                                                                       | 2                                                                              |                                                                                | Reti                                                                           | 0                                                                              |                                                                                |

## Palmarès

### Club

#### Competizioni giovanili
- Campionato Primavera: 1

Atalanta: 2019-2020
- Supercoppa Primavera: 1

Atalanta: 2020